# Биљарда
Биљарда је некадашња резиденција Петра II Петровића Његоша. Налази се у историјском језгру Цетиња у непосредној близини Цетињског манастира. Изграђена је 29. марта 1838. године по плану руског емисара Јакова Озерцковског и уз знатну новчану помоћ Русије. У почетку се звала Нова кућа, али је убрзо добила ново име – Биљарда, по билијару, Његошевој омиљеној игри.
Основни архитектонски концепт Биљарде одговара изгледу средњовјековног замка. Издужена правоугаона камена грађевина на спрат, изузетно скромне обраде, покривена оловом, ограђена је високим каменим зидом са округлим кулама на угловима и капијама на свакој страни. За вријеме кад је подигнута зграда је импресивно изгледала, дужине преко 70 m и ширине 7,5 m, са 11 просторија у приземљу и 14 на спрату. Одређен број просторија Његош је користио за своје личне потребе, док је већи дио био намијењен Сенату, перјаницима и другим државним органима, као и за боравак угледнијих гостију.
Биљарда је и Његошевим насљедницима, све до 1867. године, служила као резиденција, прво кнезу Данилу, а потом, накратко и кнезу Николи. Ова знаменита зграда која је првенствено везана за Његоша, осим за резиденцијалне потребе служила је временом и за смјештај разних државних институција. У њој је након пресељења из манастира једно вријеме радила Његошева штампарија, основана 1834. године, затим богословија, гимназија и накратко дјевојачки институт. Почетком 20. вијека коришћена је за смјештај министарстава, а између два свјетска рата за потребе војних установа. У дворишту Биљарде 1916/17. године смјештена је рељефна карта Црне Горе са павиљоном који је пресјекао оградни зид. Данас се у Биљарди налази Његошев музеј.
Као трофеј због ослобођења Жабљака Црнојевића, Цеклињани су са тврђаве, на Цетиње понијели два топа (назвали су их крњо и зеленко), а на једном је Његош написао: Црногорци кад оно витешки, Жабљак тверди турски похараше, Онда мене старца заробише, на Цетиње србско довукоше. мјесеца марта 10 1835. Цетињски манастир је било мјесто гдје су топови били до 1916. (испред манастра), а од тада до данас су у Биљарди. Етнички Црногорци, када говоре о овој побједи и о топовима, избјегавају навести који је текст на једном од топова.